# Pont de Cattenom
L'ancien pont de Cattenom était un pont français du département de la Moselle, réalisé dans les années 1960 à partir de « morceaux » de port artificiel du Débarquement en Normandie. Le pont permettait de relier les territoires communaux de Cattenom et Kœnigsmacker au dessus de la rivière de la Moselle.
En octobre 2019, ce pont a été définitivement remplacé par un nouveau pont conforme aux « nouveaux besoins de mobilité ».

## Histoire
Dans les années 1960, deux ponts de ce type sont installés en Lorraine : celui-ci sur la Moselle, ainsi qu'un autre sur la Meuse à Vacherauville.
Ce pont fut installé en 1965 et inauguré en octobre 1966 par le sous-préfet de Thionville, il devait être une solution provisoire. Pourtant, cinquante ans plus tard il était toujours présent. Il a finalement été démonté en 2019. Les morceaux de ce pont, des pontons appelés « baleines », ont été restitués par le département mosellan à celui du Calvados (à trois de ses communes plus exactement). En effet, les « baleines » proviennent initialement du port artificiel Mulberry créé par les Alliés lors du débarquement de Normandie en 1944. Dans les années 1960, le conseil général de la Moselle avait vu dans ces « baleines » un moyen bon marché et rapide de reconstruire le pont, détruit par les Allemands dans la phase finale de la guerre.
En 2011, c'était environ 4 500 véhicules qui l'empruntaient quotidiennement, dont 3 % de poids lourds. De plus, la centrale nucléaire de Cattenom générait à elle seule de nombreux déplacements routiers sur cet édifice.

## Architecture
Il se composait de cinq « Pontons Whale » (autrement appelés "Baleines" en Français). Il s'agissait d'un pont routier à une seule voie avec circulation alternée via un feu tricolore, il était également limité aux véhicules de moins de 20 tonnes.

## Remplacé fin 2019 par un nouveau pont
Le nouveau pont remplaçant cet ouvrage est construit "juste à côté" de son emplacement historique. Les routes ont été légèrement corrigées de part et d'autre afin d'aboutir au nouveau pont. Le nouveau pont est bidirectionnel : il met fin à la circulation alternée via feu tricolore puisqu'il est composé de deux voies accessibles à toutes les catégories de véhicules, sans limitation de tonnage. Il dispose également d'une piste cyclable et d'un passage pour piétons.